# Hochschule Mittweida
Die Hochschule Mittweida (kurz HSMW, Namenszusatz Hochschule für angewandte Wissenschaften, Eigenbezeichnung hierfür University of Applied Sciences) ist eine Fachhochschule in der sächsischen Stadt Mittweida.
Mit 6094 immatrikulierten Studierenden (WS 2023/24) ist sie eine der größten Fachhochschulen des Bundeslandes Sachsen.
Frühere Bezeichnungen waren Hochschule für Technik und Wirtschaft Mittweida (HTWM) und Ingenieurhochschule Mittweida (IHM), ursprünglich Technikum Mittweida.

## Geschichte

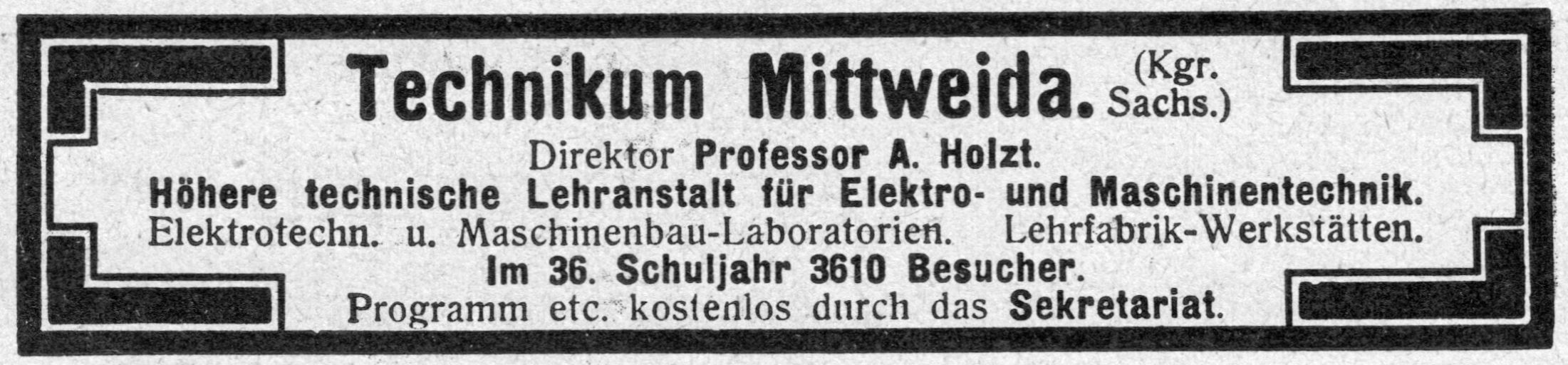
Anzeige im Jahr 1904 in der Zeitschrift Die Woche

Am 7. Mai 1867 erfolgte die Gründung der privaten Bildungseinrichtung als Technikum Mittweida durch Carl Georg Weitzel und lokale Unternehmen, nachdem Wilhelm Heinrich Uhland die Leitung seines Technikums (gegründet 1865 in Mittweida) nach zwei Jahren aufgab und es in Frankenberg/Sa. weiterführte. Von 1892 bis 1936 leitete Alfred Udo Holzt das Technikum. Es entwickelte sich ab 1900 zu einer der größten und bedeutendsten privaten technischen Ingenieurausbildungsstätten für  Maschinenbau- und Elektro-Ingenieure in Deutschland.
Im Jahre 1901 entstanden die Lehr-Fabrikwerkstätten, später als Präzise. bezeichnet. 1923 erreichte das Technikum Mittweida mit über 2300 Studenten die bis dahin größte Zahl. 1935 wurde die Umwandlung in die Ingenieurschule Mittweida erzwungen. Am 1. April 1925 trat der Schwiegersohn von Alfred Udo Holzt, der Jurist Moritz Viktor Oster, in die Direktion des Technikums Mittweida ein und übernahm das Amt des Verwaltungsdirektors. Er war bis 1947 an der Einrichtung tätig.

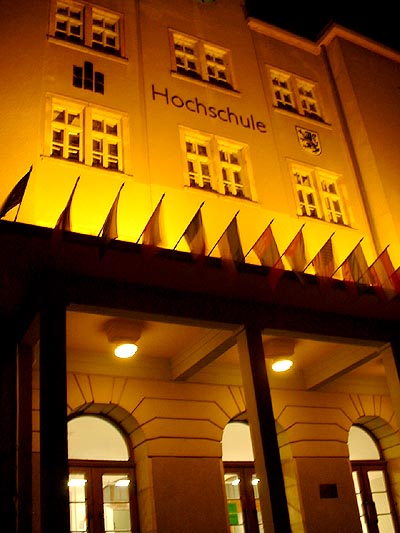
Das Haus 1 der Hochschule im Jahre 2002

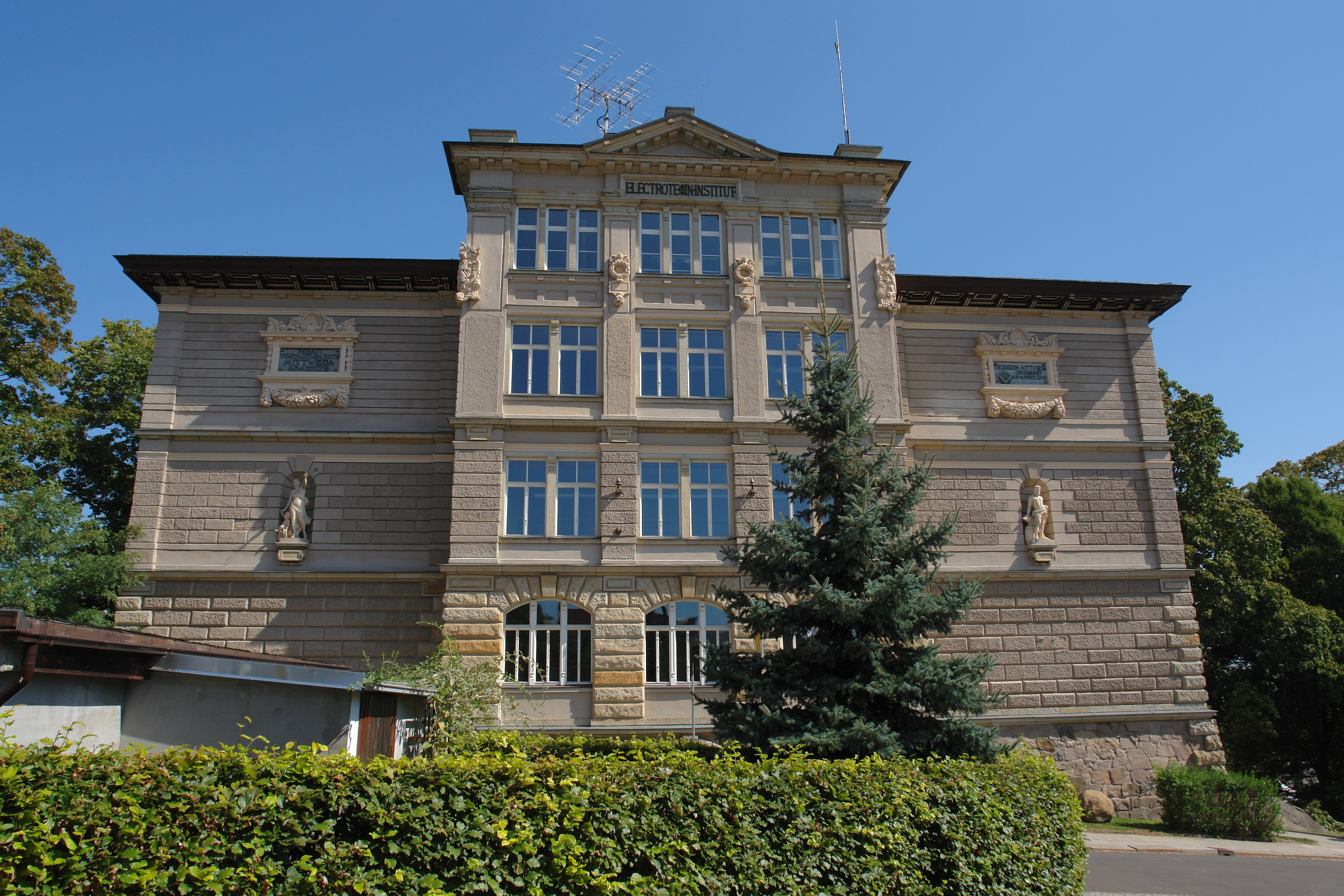
Alfred-Udo-Holzt-Bau

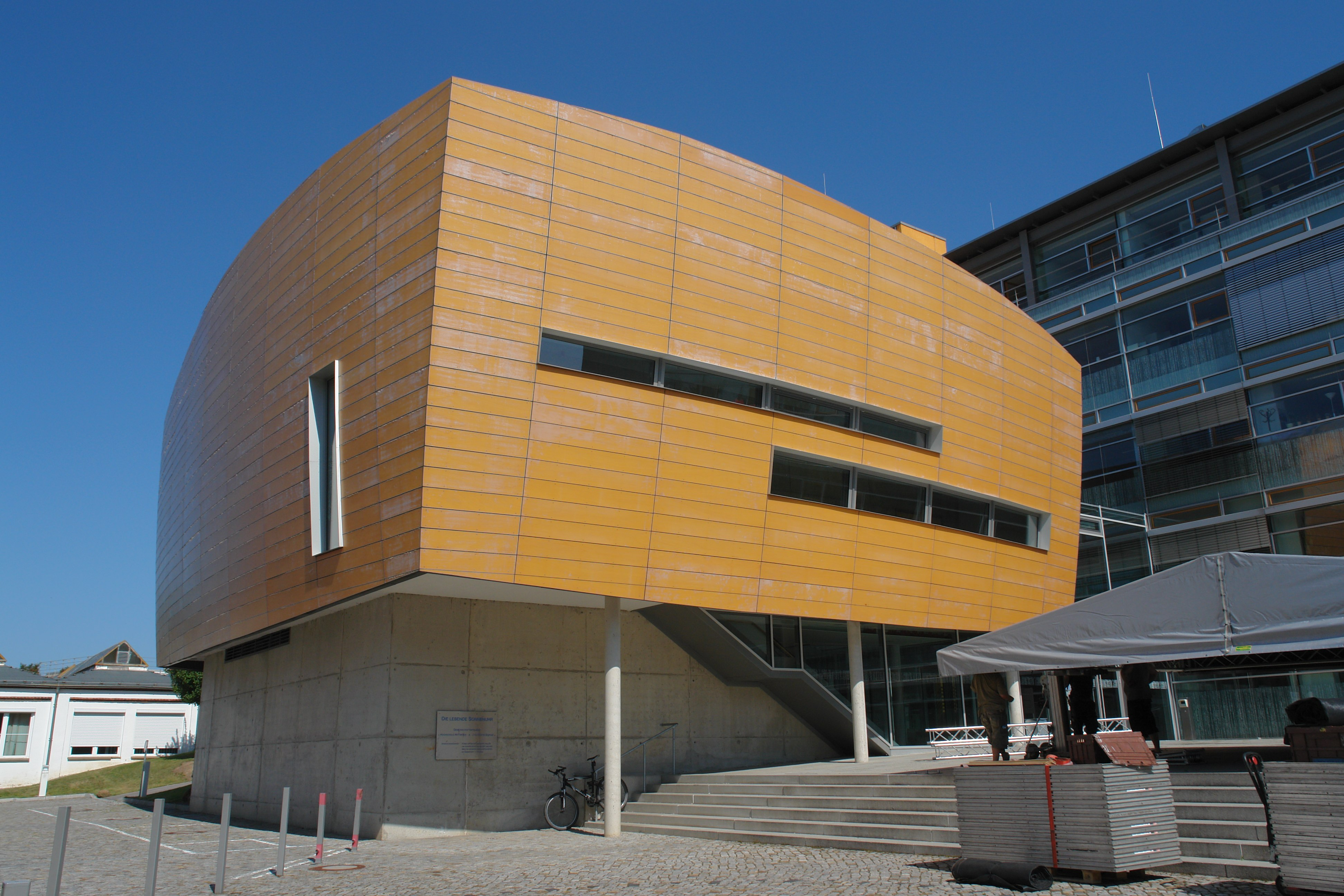
Grunert-de-Jácome-Bau mit Studio B

Bis 1938 bemühte sich die Hochschule, jüdische Studenten zu immatrikulieren. Ein bekannter Mittweidaer Student jüdischer Herkunft war Gerhard Neumann, dieser konnte sein Studium nicht beenden. Am 25. Oktober 1938 wurde die Führung von den Nationalsozialisten durch Ludwig Zipperer übernommen. 1947 wurde der Lehrbetrieb mit den Fachrichtungen Maschinenbau, Elektrotechnik, Landmaschinenbau und Kraftfahrzeugbau wieder aufgenommen. Ab 1951 nahm man keine Studenten mehr für die Fachgebiete des Maschinenbaus auf. 1969 erfolgte die Umwandlung in die Ingenieurhochschule Mittweida mit den Fachrichtungen Elektroniktechnologie, Informationstechnik und Gerätetechnik. Ab 1976 durften alle Absolventen den Titel Diplom-Ingenieur führen. Im Jahre 1976 begannen Forschungen zur Bearbeitung von Silizium und Keramik mit Laserstrahlung und der Laserfestigkeit optischer Schichten. Das Promotionsrecht zur Erlangung des akademischen Grades Doktor-Ingenieur erhielt die Ingenieurhochschule Mittweida 1980. Das Zentrum Elektronischer Gerätebau und der Neubau der Mensa mit Bibliothek entstanden im Jahre 1983. Die Einrichtung des Laserapplikationszentrums Lasertechnik und -technologie (LAZ) erfolgte 1988.
Die politische Neuordnung und der Neubeginn als Fachhochschule führten 1990 zu großen Veränderungen. In einer demokratischen Wahl wählten die Hochschulangehörigen Friedrich Reinhard Schmidt 1990 zum Gründungsrektor der Hochschule Mittweida.
1991 begann die achtsemestrige Fachhochschulausbildung im Fachbereich Wirtschaftswissenschaften, und 1992 erhielt die Einrichtung den Status einer Fachhochschule mit kooperativem Promotionsrecht. In diesem Jahr konnte der Fachbereich Maschinenbau/Feinwerktechnik mit seiner Gründung an die Tradition des Technikums anknüpfen. Der Fachbereich Soziale Arbeit wurde 1993 gegründet, und ab 1994 begann die Ausbildung im Studiengang Medientechnik. Zwischen 1995 und 2006 konnte an der Hochschule das Fach Umwelttechnik studiert werden. Im Jahre 1997 konnten ein Maschinenbau- und ein Hochspannungslaboratorium in Betrieb genommen werden. Die Gründung des Laserinstitutes Mittelsachsen e. V. erfolgte 1997. Im Jahre 2000 konnte die Hochschulsporthalle fertiggestellt werden. Die Einweihung des Grunert-de-Jácome-Baus  mit einem multimedial nutzbaren Mehrzwecksaal in einem Anbau wurde 2002 übergeben. Ab 2003 wurden die Medienstudiengänge in einer neuen Fakultät Medien zusammengeführt. 2009 erfolgte die Umbenennung in Hochschule Mittweida University of Applied Sciences. Die Kennzeichnung als FH war damit entbehrlich geworden. 2005 waren 5000 Studierende immatrikuliert, bis zum Wintersemester 2020/2021 stieg die Zahl auf 6.908 Studierende.
2018 fand an der Hochschule das 3. Central German Meeting on Bioinformatics statt.

## Auszeichnungen
Seit 1999 ist die Hochschule Mittweida „Partnerhochschule des Spitzensports“. 2000 zeichnete der Allgemeine Deutsche Hochschulsportverband die Hochschule Mittweida mit dem Titel „Hochschule des Jahres 2000“ aus.
Die Hochschule Mittweida erhielt 2009 das Zertifikat „Familiengerechte Hochschule“ für die Förderung der Vereinbarkeit von Beruf bzw. Studium und Familie.

## Fakultäten
Die Hochschule Mittweida verfügt über fünf Fakultäten.
- Ingenieurwissenschaften
- Angewandte Computer- und Biowissenschaften

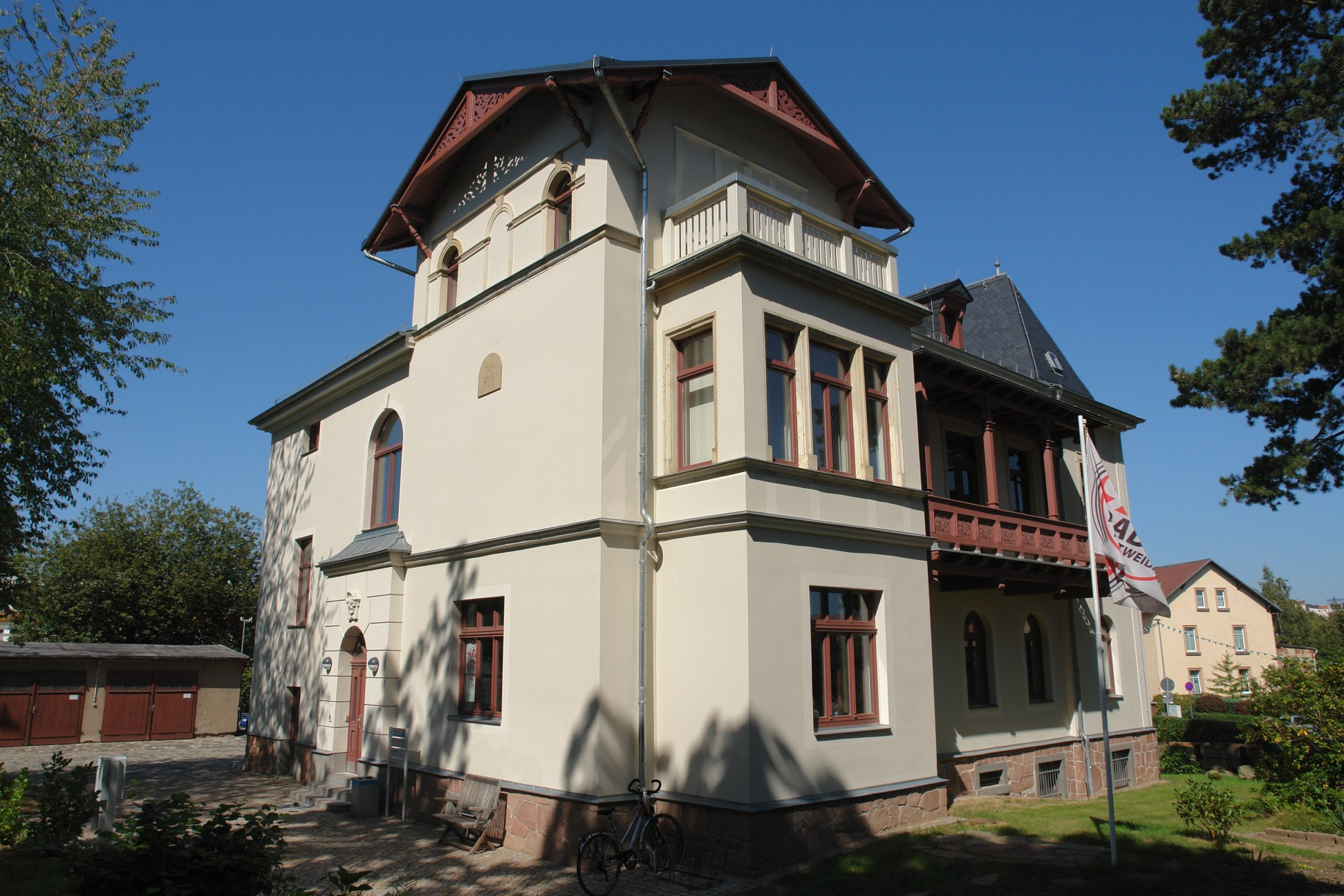
Haus 19 „Ingrid-von-Reyher-Villa“ auch „Medienvilla“ zu Mittweida, Leisniger Straße 9.

- Wirtschaftsingenieurwesen
- Soziale Arbeit
- Medien

## Studium
Die Hochschule Mittweida bietet ingenieur-, medien-, wirtschafts- und sozialwissenschaftliche Studiengänge ebenso an wie Informatik-Studiengänge, zum Teil als Fernstudium, an. Sie führen zu den Abschlüssen Bachelor, Master und Diplom. Als einzige staatliche Hochschule in Deutschland bietet die Hochschule Mittweida einen englischsprachigen Bachelorstudiengang im Fach Mathematik an.
Die Fakultät Medien unterhält einen Online-Radiosender (99drei Radio Mittweida), eine publizistische Online-Plattform (medienMITTWEIDA) und berichtet über einen digitalen Fernsehsender mit den drei Kanälen „HSMW 1 Aktuell“, „HSMW 2 Wissen“ und „HSMW 3 Kultur“ mit Aufzeichnungen und Live-Events aus dem Hochschulleben.
Das Campusfestival Mittweida ist ein jährlich stattfindendes Musik- und Kulturfestival, das von Studierenden der Hochschule Mittweida organisiert wird. Das Festival bietet eine Plattform für lokale aber auch überregionale Bands, DJs und Künstler, um ihr Talent einem breiten Publikum zu präsentieren. Neben musikalischen Darbietungen gibt es in der Regel auch ein buntes Rahmenprogramm mit verschiedenen Ständen, Workshops und Aktionen.
Das mehrtägige Medienforum Mittweida wird seit 1996 jährlich von Studierenden der Fakultät Medien organisiert. Im Mittelpunkt stehen jeweils aktuelle Entwicklungen im technischen sowie im kreativen Bereich der Medien. Vertreter aus der Medienbranche halten Vorträge, organisieren Workshops oder nehmen an Podiumsdiskussionen teil.
Im Alfred-Udo-Holzt-Bau ist die Clubstation der Funkamateure an der Hochschule Mittweida tätig. Die Kennung lautet DKØMIT.

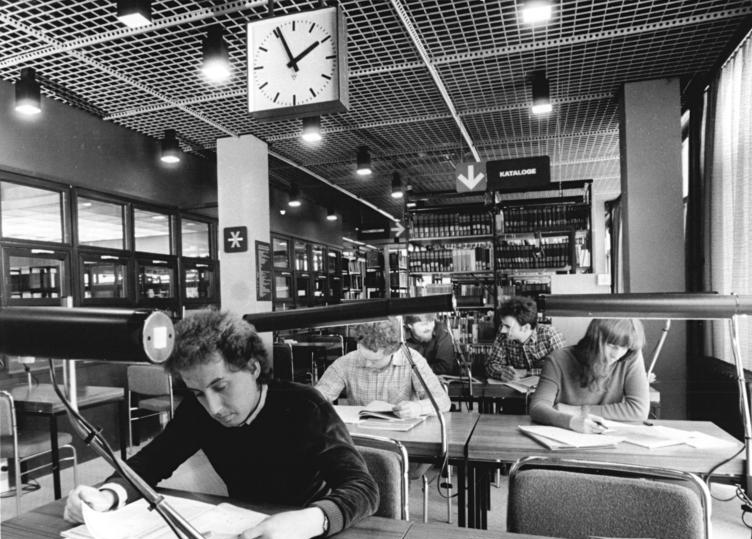
Lesesaal der Bibliothek im Jahr 1985

## Forschung
Die Forschung an der Hochschule Mittweida ist durch Anwendungsorientierung und Interdisziplinarität gekennzeichnet. Die Hochschulrektorenkonferenz (HRK) vermerkt vier Forschungsschwerpunkte an der Hochschule:
1. Lasertechnologien
2. Produkt- und Prozessentwicklung
3. Digitalisierung in Wirtschaft und Gesellschaft
4. Angewandte Informatik

Die HRK Forschungsschwerpunkte werden regelmäßig evaluiert. Kriterien sind u. a. Drittmittel pro Jahr, Anzahl der Wissenschaftler, wissenschaftliche Publikationen und Patentanmeldungen sowie kooperative Promotionsverfahren.

## Internationale Beziehungen
Die Hochschule Mittweida unterhält wissenschaftliche Beziehungen zu rund 100 Partnern im Ausland. Als Koordinator, Initiator und Ansprechpartner wirkt das Akademische Auslandsamt. Sie beteiligt sich am Erasmus-Programm und arbeitet mit dem Deutschen Akademischen Austauschdienst zusammen. Mit rund 80 Forschungspartnern pflegt die Hochschule Mittweida die internationale Forschungskooperation.

## Zusammenarbeit mit privaten Studieninstituten
Die Hochschule Mittweida tritt zudem als titel-vergebende Hochschule für Studiengänge mehrerer privater Studieninstitute auf. So werden einige Studienabschlüsse von der ASCENSO Akademie durch die Hochschule Mittweida verliehen. Bis 2021 wurden ebenfalls Studienabschlüsse von EC Europa Campus durch die Hochschule Mittweida ausgestellt.

## Begründer der Ingenieurausbildung in Mittweida und Absolventen (Auswahl)

### Die Gründer
- Wilhelm Heinrich Uhland (1840–1907)
- Carl Georg Weitzel (1843–1927)
- Alfred Udo Holzt (1859–1945)

### Absolventen
- Siegfried Altmann (* 1936), Ingenieur, Professor für Grundlagen und Theoretische Elektrotechnik
- August Arnold (1898–1983), Mitbegründer von ARRI, Entwickler der ersten Spiegelreflex-Filmkamera[13]
- Hans Bahlsen (1901–1959), Ingenieur und Unternehmer in der Lebensmittelindustrie
- Mario von Bucovich (1884–1947), Fotograf
- Walter Bruch (1908–1990), Erfinder des PAL-Farbfernseh-Systems
- Vincenz Duncker (* 1884), mehrfacher deutscher Meister im Hürdenlauf und Sprint
- Bruno Golecki (1913–1988), dt. Raketenspezialist in der SU, 1953 Stalinpreis, Chefkonstrukteur im IfR Berlin für das URSAMAT-System
- Michael Goller (1974), Bildender Künstler und Autor
- Kurt Grunert (1877–1955), Ingenieur, Konstrukteur und Unternehmer
- Otto Göttfert (1917–2006), Ingenieur, Unternehmensgründer und Pionier der Rheologie
- Eduard Hellwig (1905–?), Ingenieur und Politiker (LDPD), Abgeordneter der Volkskammer
- August Horch (1868–1951), Gründer der Automobilbauunternehmen Horch und Audi
- Karl Hormann (1930–1995), Ingenieur, Professor für Regelungstechnik und Automatische Steuerung
- Heinz P. Kemper (1903–1998), Industriemanager und Vorstandsvorsitzender der Stinnes AG sowie der VEBA AG.
- Tino Kressner (* 1984), Gründer der Crowdfunding-Plattform Startnext.[14]
- Steffi Kriegerstein (* 1992), Kanutin
- Kurt A. Körber (1909–1992), Ingenieur und Unternehmer im Maschinen- und Anlagenbau
- Karl Lignell (1893–1987), schwedischer Ingenieur und leitender Mitarbeiter in schwedischen Luftfahrtunternehmen
- Gerhard Neumann (1917–1997), Strahltriebwerkkonstrukteur, Vize-Präsident von General Electric
- Wilhelm Friedrich Nevoigt (1857–1909), Mitbegründer des Unternehmens „Diamant“ in Chemnitz (Information unter Friedrich Wilhelm Nevoigt)
- Carl Franz Noack (1855–1945), Architekt in Oldenburg
- Friedrich Opel (1875–1938), Miteigentümer und Chefkonstrukteur von Opel
- Jørgen Skafte Rasmussen (1878–1964), Motorrad- und Automobilbau-Unternehmer (DKW)
- Eduard Rhein (1900–1993), Erfinder, Publizist, Schriftsteller, Geigenvirtuose und Chefredakteur der Programmzeitschrift „Hörzu“
- Ernst Sachs (1890–1977), Ingenieur und Erfinder des ersten elektrischen Lötkolbens
- Jacob Schapiro Russisch-jüdischer Autohändler, Taxiunternehmer und Börsenspekulant in Berlin. Er war zeitweise der größte Automobilhändler Deutschlands. Nach dem Zusammenschluss von Daimler und Benz war Schapiro kurzzeitig größter Aktionär der Daimler-Benz AG.
- Bernhard Schmidt (Optiker)[15] (1879–1935), Astrooptiker
- Karl Mengele (1884–1959), deutscher Unternehmer und Inhaber der Firma Karl Mengele & Söhne
- Walther Simmer (1888–1986), österreichischer Ingenieur und Erfinder des Wellendichtrings
- Udo Steinberg (1877–1919), deutscher Fußballspieler, Trainer und Funktionär
- Richard Stücklen (1916–2002), CSU-Bundesminister, Präsident des Deutschen Bundestages
- Carl Oskar Ursinus (1878–1952), Ingenieur und Luftfahrtpionier
- Joseph Vollmer (1871–1955), Ingenieur, Automobilpionier und Konstrukteur des ersten deutschen Panzers A7V

## Preise
- Der Carl-Georg-Weitzel-Preis für wissenschaftliche Leistungen wird seit dem 150. Geburtstag Carl Georg Weitzels 1993 vom Förderkreis Mittweida 1867 e. V. jährlich vergeben. er ist mit 1000 Euro dotiert.
- Der Gerhard-Neumann-Preis, gestiftet von seiner Witwe Clarice Neumann, wird dem Vermächtnis von Gerhard Neumann, Vizepräsident a. D. von General Electric, folgend seit 2008 von der Fakultät Maschinenbau für eine herausragende technische Innovation vergeben. Er ist mit 500 Euro dotiert. Außerdem vergibt die Fakultät Maschinenbau das Clarice-und-Gerhard-Neumann-Stipendium an besonders begabte und engagierte Studenten der Fakultät. Normalerweise wird in jedem Jahr mindestens ein Stipendium von monatlich 100 Euro vergeben.
- Der Wolfgang-Schulhoff-Preis, gestiftet von Wolfgang Schulhoff MdB ist mit 1500 Euro dotiert und wird für hervorragende wissenschaftliche Arbeiten auf dem Gebiet der Wirtschaftswissenschaften mit erkennbarem interdisziplinärem Charakter vergeben.
- Der Ingrid-von-Reyher-Preis trägt den Namen von Ingrid von Reyher, die an der Ingenieurschule Mittweida Physik, Chemie und Werkstoffkunde lehrte. Der Preis wird für herausragende pädagogische Leistungen und hohes Engagement für die Gleichstellung und die Chancenförderung an der Hochschule Mittweida vergeben. Erstmals erfolgte die Verleihung 2012.
- Der Helmut-Lindner-Preis wird an Lehrende vergeben, die herausragende pädagogische und didaktische Kompetenz besitzen und ihre Lehrtätigkeit mit einem hohen und aktuellen Praxis- und Forschungsbezug verbinden. Der Preis ist mit 1000 Euro dotiert und kann geteilt werden. Namensgeber ist Helmut Lindner, der an der Ingenieurschule Mittweida lehrte und zahlreiche international anerkannte Lehrbücher zur Physik verfasste.
- Den Carl-Springe-Preis stiftete der Enkel von Carl Springe, Helmut von Dreising, im Jahre 1904 anlässlich des 100. Jahrestages des Studienabschlusses von Carl Springe am Technikum Mittweida. Den Preis vergibt die Fakultät Informationstechnik & Elektrotechnik für herausragende Master- oder Diplomarbeiten im Fachgebiet. Der Preis ist mit 1000 Euro dotiert.
- Mit dem Herbert-E.-Graus-Preis werden seit 2007 aussichtsreiche Geschäftsideen im Mediensektor ausgezeichnet. Ein vollständiger Businessplan muss vorgelegt werden. Er ist benannt nach Herbert E. Graus, Professor an der Hochschule Mittweida und  Mitgründer und 20 Jahre lang Geschäftsführender Gesellschafter der ce Consumer Electronic AG. Herbert E. Graus lehrt an der Hochschule Mittweida Gründungsmanagement und Unternehmensführung.
- Der Informatikpreis wird jährlich an Studenten oder Absolventen für die beste Gesamtleistung in einem informatikorientierten Studium an der Hochschule Mittweida vergeben. Den Preis stiftete die Gesellschaft zur Förderung der Informatik und Wirtschaftsinformatik an der Hochschule Mittweida e. V.
- Der Förderpreis Förderverein Laborwerkstätten Hochschule Mittweida e. V. wird jährlich für praxisnahe und anwendungsbereite technische bzw. technisch-wirtschaftliche Ergebnisse in Master- oder Diplomarbeiten vergeben. Der Preis ist mit 700 Euro dotiert.
- Mittweidaer Preis für Lasertechnik: Seit 2011 verleiht das Laserinstitut Mittelsachsen e. V. einen Preis für die besten Bachelor-, Diplom- und Masterarbeiten auf dem Gebiet der Lasertechnik. Der Preis ist mit 1000 Euro dotiert und teilbar.

Die Hochschule Mittweida verleiht in unregelmäßigen Abständen die Silberne oder die Goldene Ehrennadel für herausragende Leistungen für die Bildungseinrichtung. Die Auszeichnung ist nicht dotiert. Für die Verleihung der Goldenen Ehrennadel ist die vorherige Verleihung der silbernen Ehrennadel keine Bedingung.